# ميكي (كسانثي)
ميكي (Μύκη) هي مدينة في كسانثي في مقاطعة فوريا إلادا في اليونان.